# Stoney (Mondkrater)
Stoney ist ein Einschlagkrater auf der Mondrückseite.
Der Krater liegt im Süden der erdabgewandten Seite, südlich von Grissom, auf halbem Wege zwischen Minkowski und Bhabha. In unmittelbarer Nähe liegt im Nordosten Baldet.
Der Höhenunterschied zwischen Kraterwall und Kraterboden beträgt 3,28 km.
Im Kraterinneren befindet sich ein 1,08 km hoher Zentralberg.
Der Krater wurde 1970 von der IAU offiziell nach dem irischen Physiker George Johnstone Stoney benannt.